# Tewa Saengnako
Tewa Saengnako (thailändisch เทวา แสงนาโก; * 2. März 1988), auch als Pong bekannt, ist ein thailändischer Fußballspieler.

## Karriere
Tewa Saengnako spielt seit mindestens 2018 beim Khon Kaen United FC. Wo er vorher gespielt hat, ist unbekannt. Der Verein aus Khon Kaen, einer Stadt in der Nordostregion von Thailand, dem Isan, spielte in der North/Eastern Region der vierten Liga. Ende 2018 wurde er mit dem Verein Vizemeister der Region und stieg in die dritte Liga auf. 2019 spielte Khon Kaen in der Upper Region dritten Liga, der Thai League 3. Hier wurde man am Ende der Saison Meister und stieg in die zweite Liga auf. 2019 absolvierte er 28 Drittligaspiele und schoss dabei drei Tore. Sein Debüt in der zweiten LIga für Khon Kaen gab er am 16. Februar 2020 gegen den Lampang FC. Hier stand er in der Anfangsformation und wurde in der 71. gegen Kitsada Hemvipat ausgewechselt. In der Saison 2020/21 wurde er mit Khon Kaen Tabellenvierter und qualifizierte sich für die Aufstiegsspiele zur ersten Liga. Hier konnte man sich im Endspiel gegen den Nakhon Pathom United FC durchsetzen und stieg somit in die zweite Liga auf. Im Sommer 2023 wurde sein Vertrag in Khon Kaen nicht verlängert. Anfang August 2023 nahm ihn der Zweitligaaufsteiger Chanthaburi FC unter Vertrag. Nach insgesamt 25 Ligaspielen wurde sein Vertrag bei dem Verein aus Chanthaburi im Sommer 2024 nicht verlängert. Im August 2024 wurde er von dem in der North/Eastern Region spielenden Drittligisten Rasisalai United FC unter Vertrag genommen. Am Ende der Saison 2024/25 feierte er mit dem Verein die Meisterschaft der Region sowie die Qualifikation zu den Aufstiegsspielen zur zweiten Liga. Hier konnte man sich in der National Championship durchsetzen und stieg somit in die zweite Liga auf.

## Erfolge
Khon Kaen United FC
- Thai League – North/East: 2018 (Vizemeister)  ▲
- Thai League 3 – Upper: 2019  ▲

Rasisalai United FC
- Thai League 3 – North/East: 2024/25